# Liberty (contea di Allegheny, Pennsylvania)
Liberty  è una borough degli Stati Uniti d'America, nella contea di Allegheny nello Stato della Pennsylvania. Secondo il censimento del 2000 la popolazione è di 2.670 abitanti.

## Società

### Evoluzione demografica
La composizione etnica vede una prevalenza della razza bianca (97,98%) seguita da quella afroamericana (1,46%) e asiatica (0,33%), dati del 2000.
| borough di Liberty Popolazione |       |
| 2000                           | 2.670 |
| Stima al 01-07-07              | 2.453 |